# Словакия на Европейских играх 2015
Словакия на I Европейских играх, которые прошли в июне 2015 года в столице Азербайджана, в городе Баку, была представлена 179 спортсменами.

## Награды

### Золото
| Золото |                                |                         |
| #      | Спортсмены                     | Вид спорта (дисциплина) |
| 1      | Эрик Варга, Зузана Штефечекова | Стрельба (трап-микст)   |
| 2      | Командный зачёт                | Лёгкая атлетика         |

### Серебро
| Серебро |            |                           |
| #       | Спортсмены | Вид спорта (дисциплина)   |
| 1       | Эрик Варга | Стрельба (трап)           |
| 2       | Павол Копп | Стрельба (пистолет, 50 м) |

### Бронза
| Бронза |                |                                          |
| #      | Спортсмены     | Вид спорта (дисциплина)                  |
| 1      | Юрай Тужинский | Стрельба (пневматический пистолет, 10 м) |
| 2      | Иштван Леваи   | Греко-римская борьба (до 66 кг)          |
| 3      | Вилиам Танко   | Бокс (до 52 кг)                          |

## Состав команды
Борьба
Греко-римская борьба
- Даниэль Кочар
- Иштван Леваи
- Рихард Риго
- Войтех Якуш

Велоспорт
 Велоспорт-маунтинбайк
- Михал Лами
- Франтишек Лами

 Карате
- Ингрида Суханкова

 Триатлон
- Рихард Варга
- Лукаш Шишка
- Романа Гайдосова
- Ивана Курячкова

## Результаты

### Борьба
В соревнованиях по борьбе разыгрывалось 24 комплекта наград. По 8 у мужчин и женщин в вольной борьбе и 8 в греко-римской. Турнир проходил по олимпийской системе с выбыванием. В утешительный раунд попадали участники, проигравшие в своих поединках будущим финалистам соревнований. Каждый поединок состоит из двух раундов по 3 минуты, победителем становится спортсмен, набравший большее количество баллов. По окончании схватки, в зависимости от результатов в каждом из раундов спортсменам начисляются классификационные очки.
Мужчины
Греко-римская борьба
Легенда: 

VT — победа на туше; 

PP — победа по очкам с техническим баллом у проигравшего; 

PO — победа по очкам без технического балла у проигравшего; 

SP — техническое превосходство, победа по очкам с разницей более, чем в 6 баллов с техническим баллом у проигравшего; 

ST — техническое превосходство, победа по очкам с разницей более, чем в 6 баллов без технического балла у проигравшего; 

| Соревнование | Спортсмены    | Первый раунд                  | 1/8 финала                     | Четвертьфинал               | Полуфинал                      | Финал                         | Место |
| Соревнование | Спортсмены    | Соперник Результат            | Соперник Результат             | Соперник Результат          | Соперник Результат             | Соперник Результат            | Место |
| ------------ | ------------- | ----------------------------- | ------------------------------ | --------------------------- | ------------------------------ | ----------------------------- | ----- |
| до 59 кг     | Даниэль Кочар | Не участвовал                 | С. А. Берге (NOR) П 0:4 (ST)   | Завершил выступление        | Завершил выступление           | Завершил выступление          | 19    |
| до 66 кг     | Иштван Леваи  | В. Матиас (GRE) В 4:0 (ST)    | Д. Каскавилья (ITA) В 4:1 (SP) | А. Сурков (RUS) П 0:4 (ST)  | Турнир за 3-е место            | Турнир за 3-е место           | 3     |
| до 66 кг     | Иштван Леваи  | В. Матиас (GRE) В 4:0 (ST)    | Д. Каскавилья (ITA) В 4:1 (SP) | А. Сурков (RUS) П 0:4 (ST)  | Ф. Бьеррехуус (DEN) В 3:1 (PP) | Д. Демьянков (UKR) В 3:1 (PP) | 3     |
| до 71 кг     | Войтех Якуш   | Ф. Штеблер (GER) П 0:3 (PO)   | Завершил выступление           | Завершил выступление        | Завершил выступление           | Завершил выступление          | 16    |
| до 75 кг     | Рихард Риго   | Э. Мурсалиев (AZE) П 0:4 (ST) | Не участвовал                  | Турнир за 3-е место         | Турнир за 3-е место            | Турнир за 3-е место           | 17    |
| до 75 кг     | Рихард Риго   | Э. Мурсалиев (AZE) П 0:4 (ST) | Не участвовал                  | И. Пушкашу (ROU) П 1:3 (PP) | Завершил выступление           | Завершил выступление          | 17    |

### Велоспорт

#### Маунтинбайк
Соревнования по маунтинбайку проводилились в построенном специально для игр велопарке. Дистанция у мужчин составляла 36,7 км, а у женщин 27,9 км.
Мужчины
| Соревнование | Спортсмены     | Результат | Место | Отставание |
| ------------ | -------------- | --------- | ----- | ---------- |
| Кросс-кантри | Франтишек Лами | LAP       | —     | —          |
| Кросс-кантри | Михал Лами     | LAP       | —     | —          |

### Гребля на байдарках и каноэ
Соревнования по гребле на байдарках и каноэ проходили в городе Мингечевир на базе олимпийского учебно-спортивного центра «Кюр». Разыгрывалось 15 комплектов наград. В каждой дисциплине соревнования проходили в три этапа: предварительный раунд, полуфинал и финал.
| Соревнование     | Спортсмены   | Предварительный раунд | Предварительный раунд | Предварительный раунд | Полуфинал | Полуфинал | Полуфинал | Финал                | Финал                | Итоговое место       |
| Соревнование     | Спортсмены   | Заплыв                | Время                 | Место                 | Заплыв    | Время     | Место     | Время                | Место                | Итоговое место       |
| ---------------- | ------------ | --------------------- | --------------------- | --------------------- | --------- | --------- | --------- | -------------------- | -------------------- | -------------------- |
| K-1, 1000 метров | Петер Гелле  | 2                     | 3:40,139              | 5 (Q)                 | 2         | 3:25,951  | 4 (QB)    | Финал B              | Финал B              | 10                   |
| K-1, 1000 метров | Петер Гелле  | 2                     | 3:40,139              | 5 (Q)                 | 2         | 3:25,951  | 4 (QB)    | 3:35,203             | 1                    | 10                   |
| C-1, 1000 метров | Матей Руснак | 2                     | 4:04,777              | 4 (Q)                 | 1         | 3:47,954  | 4         | Завершил выступление | Завершил выступление | Завершил выступление |

### Карате
Соревнования по карате проходили в Бакинском кристальном зале. В каждой весовой категории принимали участие по 8 спортсменов, разделённых на 2 группы. Из каждой группы в полуфинал выходили по 2 спортсмена, которые по системе плей-офф разыгрывали медали Европейских игр.
Женщины
| Соревнование | Спортсмены        | Групповой этап        | Групповой этап       | Групповой этап        | Место | 1/2 финала            | Финал                 | Итоговое место        |
| Соревнование | Спортсмены        | 1 поединок            | 2 поединок           | 3 поединок            | Место | 1/2 финала            | Финал                 | Итоговое место        |
| ------------ | ----------------- | --------------------- | -------------------- | --------------------- | ----- | --------------------- | --------------------- | --------------------- |
| До 61 кг     | Ингрида Суханкова | Группа B              | Группа B             | Группа B              | 3     | Завершила выступление | Завершила выступление | Завершила выступление |
| До 61 кг     | Ингрида Суханкова | Ф. Абиева (AZE) Н 2:2 | М. Чобан (TUR) П 0:2 | А. Ленард (CRO) Н 0:0 | 3     | Завершила выступление | Завершила выступление | Завершила выступление |

### Триатлон
Соревнования по триатлону состояли из 3 этапов — плавание (1,5 км), велоспорт (40 км), бег (9,945 км).
Мужчины
| Соревнование | Спортсмены   | Плавание | Смена | Велоспорт | Смена | Бег   | Итоговое время | Место | Отставание |
| ------------ | ------------ | -------- | ----- | --------- | ----- | ----- | -------------- | ----- | ---------- |
| Мужчины      | Рихард Варга | 19:15    | 0:46  | 56:42     | 0:24  | 33:01 | 1:49:32        | 5     | +1:01      |
| Мужчины      | Лукаш Шишка  | 19:55    | 0:50  | 1:03:51   | 0:27  | 35:54 | 2:00:57        | 44    | +12:26     |

Женщины
| Соревнование | Спортсмены       | Плавание | Смена | Велоспорт | Смена | Бег   | Итоговое время | Место | Отставание |
| ------------ | ---------------- | -------- | ----- | --------- | ----- | ----- | -------------- | ----- | ---------- |
| Женщины      | Романа Гайдосова | 23:16    | 0:50  | 1:10:31   | 0:28  | 39:39 | 2:14:44        | 33    | +14:16     |
| Женщины      | Ивана Курячкова  | 23:12    | 0:55  | 1:10:29   | 0:29  | 41:13 | 2:16:18        | 35    | +15:50     |